# حوزه انتخابیه پنجم اوهایو
حوزه انتخابیه پنجم اوهایو یک حوزه انتخابیه مجلس نمایندگان آمریکا است که در ایالت اوهایو قرار دارد.